# Pisaura
Pisaura és un gènere d'aranyes araneomorfes de la família dels pisàurids (Pisauridae). Fou descrit per primera vegada l'any 1886 per Eugène Simon.
Aquest gènere té una distribució euroasiàtica. A la zona paleàrtica i a l'Índia.

## Taxonomia
El nom del gènere, Pisaura, fou publicat primer per Eugène Simon el 1886. Anteriorment, el 1757, Carl Alexander Clerck havia descrit una espècie d'aranya amb el nom Araneus mirabilis; autors posteriors van col·locar l'espècie dins Dolomedes i també en el gènere Ocyale. Simon va declarar que l'espècie tipus d' Ocyale era molt diferent de Ocyale mirabilis, així que denominà l'espècie com a Pisaura mirabilis. En la mateixa publicació, Simon també va descriure Pisaura valida, més tard col·locada en el gènere Afropisaura com Afropisaura.

### Espècies
Segons el World Spider Catalog amb data de desembre de 2018, Pisaura te reconegudes 13 espècies:
- Pisaura acoreensis Wunderlich, 1992 – Açores
- Pisaura anahitiformis Kishida, 1910 – Japó
- Pisaura ancora Paik, 1969 – Rússia, Xina, Corea
- Pisaura bicornis Zhang & Song, 1992 – Xina, Japó
- Pisaura consocia (O. Pickard-Cambridge, 1872) – Turquia, Israel, Líban, Síria
- Pisaura lama Bösenberg & Strand, 1906 – Rússia, Xina, Corea, Japó
- Pisaura mirabilis (Clerck, 1757) (espècie tipus) – Paleàrtic
- Pisaura novicia (L. Koch, 1878) – Mediterrani fins a Àsia central
- Pisaura orientalis Kulczyński, 1913 – Mediterrani
- Pisaura podilensis Patel & Reddy, 1990 – Índia
- Pisaura quadrilineata (Lucas, 1838) – Illes Canàries, Madeira
- Pisaura sublama Zhang, 2000 – Xina
- Pisaura swamii Patel, 1987 – Índia